# Rădoiești-Deal, Teleorman
Rădoiești-Deal este un sat în comuna Rădoiești din județul Teleorman, Muntenia, România.